# Peter Becker (Mathematiker)
Peter Becker, auch Petrus Becker (* 3. November 1672 in Rostock; † 25. November 1753 ebenda) war ein deutscher Mathematiker und Theologe.

## Leben
Peter Becker war der Sohn von Hermann Becker (1632–1681), Professor der Mathematik an der Universität Rostock und Pastor der Jakobikirche und dessen Frau Agnes, geborene Hassertz. Er studierte von 1690 bis 1692 an der Rostocker Universität Theologie und war anschließend bis 1694 als Hauslehrer tätig. 1696 erwarb er den akademischen Grad eines Magisters. Von 1697 bis an sein Lebensende war er ordentlicher Professor der Niederen Mathematik an der Universität Rostock, in dieser Stellung war er der direkte Nachfolger seines Vaters. In den Jahren 1715 und 1723 war er Rektor der Universität.
Seit 1701 leitete er gleichzeitig als Rektor die Große Stadtschule Rostock, bis er 1714 das Amt des Archidiakons und 1721 des Pastors an der Rostocker Jakobikirche übernahm. Von 1733 bis 1735 war er „Direktor ministerii“, Direktor des Geistlichen Ministeriums.
1700 heiratete Becker Margarethe Cecilie Tielcke, Tochter des Rostocker Bürgermeisters Johann Joachim Tielcke (1648–1724).

## Namensgebung
Seit 2015 trägt der Kleinplanet mit der Nummer 365739 den Namen Peterbecker. Der kleine Himmelskörper befindet sich im Asteroidengürtel zwischen den Planeten Mars und Jupiter. Seine Namensgebung geht auf das Bemühen der Rostocker Hobbyastronomin Elvira Pfitzner zurück.